# 20 de janeiro
20 de janeiro é o 20.º dia do ano no calendário gregoriano. Faltam 345 dias para acabar o ano (346 em anos bissextos).

## Eventos históricos

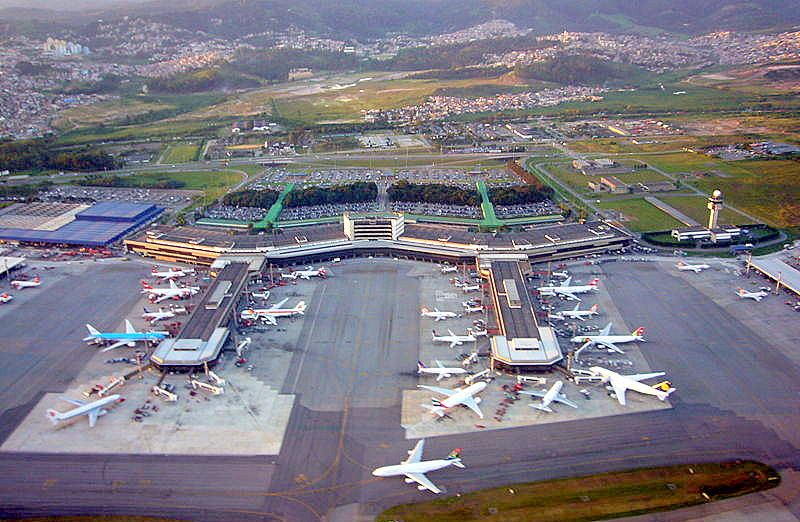
1985: Inauguração do Aeroporto Internacional de São Paulo/Guarulhos.

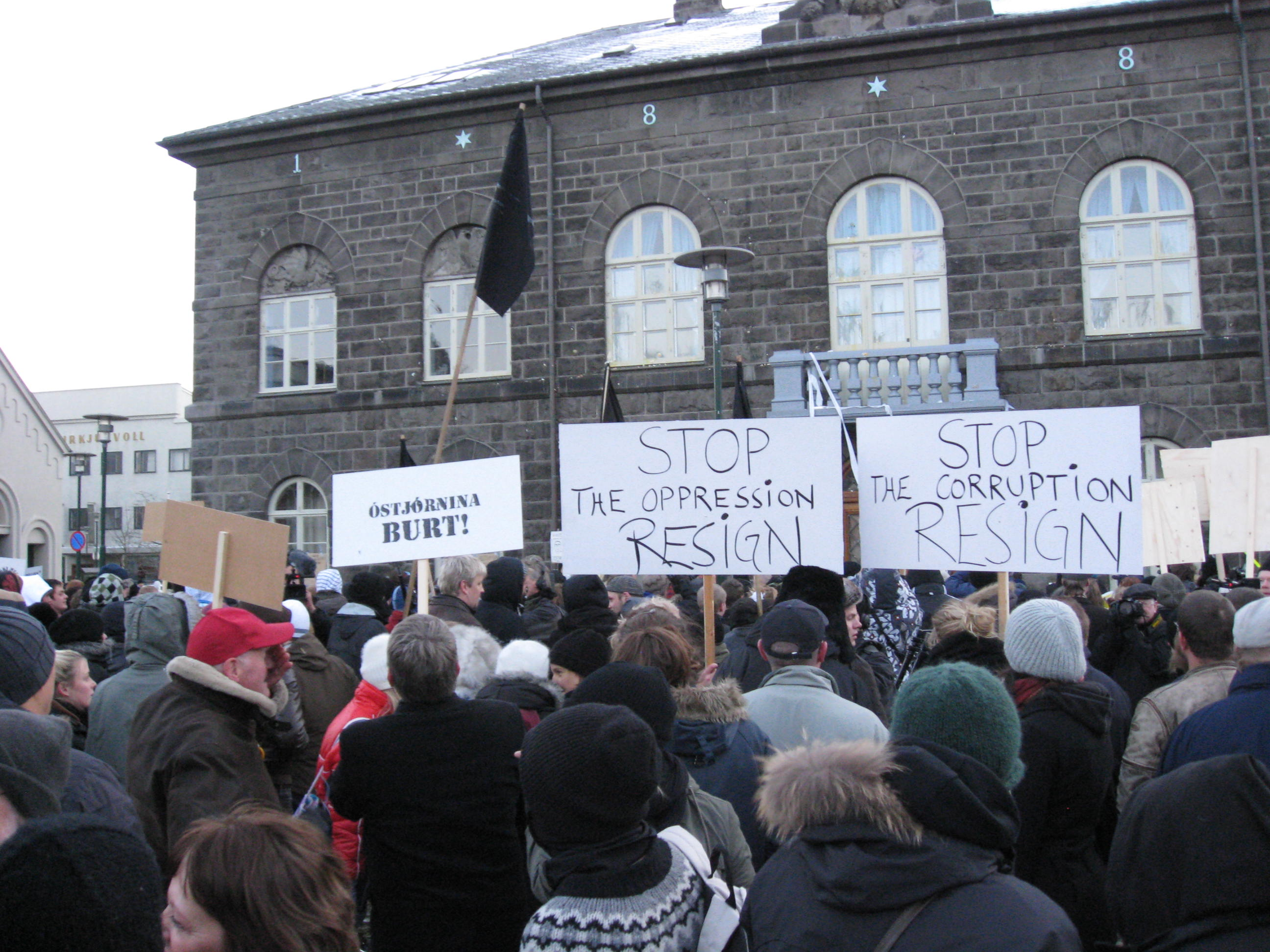
2009: Protestos contra a crise financeira na Islândia.

- 0250 — Imperador Décio inicia uma perseguição generalizada aos cristãos em Roma. O Papa Fabiano é martirizado.
- 0649 — Rei Quindasvinto, a pedido do bispo Bráulio de Saragoça, coroa seu filho Recesvinto como cogovernante do Reino Visigótico.
- 1156 — O camponês finlandês Lalli mata o clérigo inglês Henrique de Upsália, no gelo do Lago Köyliö.[1][2]
- 1265 — Primeiro parlamento inglês a incluir não só os Lordes, mas também os representantes das principais cidades, realiza seu primeiro encontro no Palácio de Westminster, agora conhecido como "Casas do Parlamento".
- 1356 — Eduardo Balliol renuncia ao trono escocês em favor de Eduardo III da Inglaterra em troca de uma pensão inglesa.
- 1523 — Cristiano II é forçado a abdicar como rei da Dinamarca e da Noruega.
- 1567 — Batalha do Rio de Janeiro: as forças portuguesas sob o comando de Estácio de Sá expulsam definitivamente os franceses do Rio de Janeiro.
- 1783 — Reino da Grã-Bretanha assina um tratado de paz com a França e a Espanha, acabando oficialmente com as hostilidades na Guerra de Independência dos Estados Unidos.
- 1823 — Guerra de Independência do Brasil: começa o cerco de Montevidéu, o evento marcou o fim da resistência contra a independência do Brasil em seu território.
- 1841 — Ocupação da ilha de Hong Kong pelos britânicos.
- 1877 — Último dia da Conferência de Constantinopla resulta em acordo para as reformas políticas nos Bálcãs.
- 1890 — Oficializado o Hino Nacional do Brasil, composto por Francisco Manuel da Silva.
- 1917 — Lançado em disco "Pelo Telefone", considerado o primeiro samba a ser gravado no Brasil.
- 1929 — Lançado o primeiro longa-metragem falado filmado ao ar livre, In Old Arizona.
- 1941 — Criação do Ministério da Aeronáutica do Brasil e o seu ramo militar. As aviações da Marinha e do Exército são reunidas em um comando único, a nascente Força Aérea Brasileira (FAB).
- 1942 — Segunda Guerra Mundial: na Conferência de Wannsee realizada no subúrbio de Berlim, oficiais alemães nazistas discutem a implementação da "solução final para a questão judaica".
- 1945 — Segunda Guerra Mundial: a Alemanha começa a evacuar 1,8 milhões de pessoas da Prússia Oriental, uma tarefa que levará cerca de dois meses.
- 1948 — Adotada a Resolução 39 do Conselho de Segurança das Nações Unidas relativa à Índia e ao Paquistão.
- 1951 — Inaugurada a estação de televisão brasileira TV Tupi Rio de Janeiro. A TV Tupi Rio de Janeiro é a antecessora da TV Manchete Rio de Janeiro e da RedeTV! Rio de Janeiro.
- 1972 — Paquistão lança seu programa de armas nucleares, algumas semanas após sua derrota na Guerra de Independência de Bangladesh, bem como na Guerra Indo-Paquistanesa de 1971.
- 1985 — Inaugurado o Aeroporto Internacional de São Paulo-Guarulhos, é o maior aeroporto do Brasil e da América do Sul.
- 1990 — Protestos no Azerbaijão, parte da Dissolução da União Soviética.
- 1991 — O governo do Sudão impõe a lei islâmica em todo o país, agravando a guerra civil entre o norte muçulmano do país e o sul cristão.
- 1992 — O voo Air Inter 148, um Airbus A320-111, cai em uma montanha perto de Estrasburgo, França, matando 87 das 96 pessoas a bordo.
- 2001 — Protesto político pacífico de quatro dias derruba o presidente das Filipinas, Joseph Estrada, que é sucedido por sua vice-presidente Gloria Macapagal-Arroyo.
- 2002 — Celso Daniel, prefeito da cidade de Santo André, foi encontrado assassinado com oito tiros de pistola.
- 2009 — Intensificam-se os protestos contra a crise financeira na Islândia.
- 2014 — Sonda espacial Rosetta é religada com sucesso após 31 meses de hibernação no espaço sideral.
- 2016 — Atiradores abrem fogo na Universidade de Bacha Khan, em Charsadda, Paquistão, matando pelo menos 20 pessoas.
- 2018 — Turquia lança operação militar contra a milícia curda no norte da Síria.

## Nascimentos

Sebastião I de Portugal

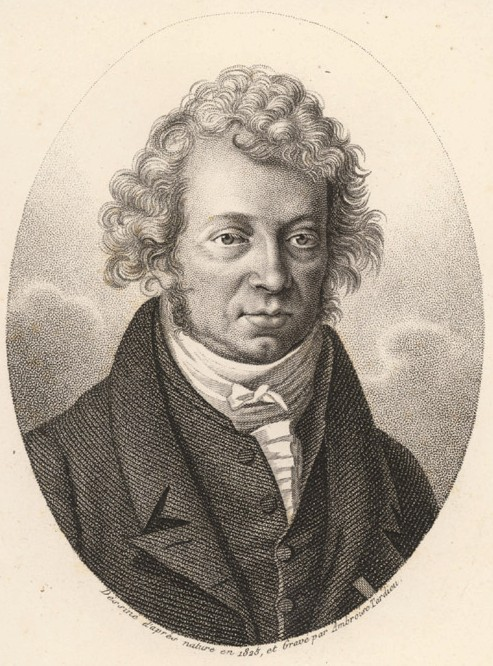
André-Marie Ampère

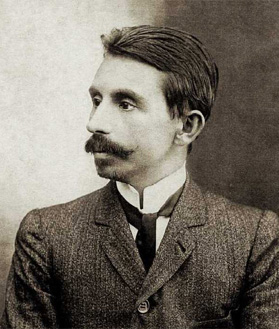
Euclides da Cunha

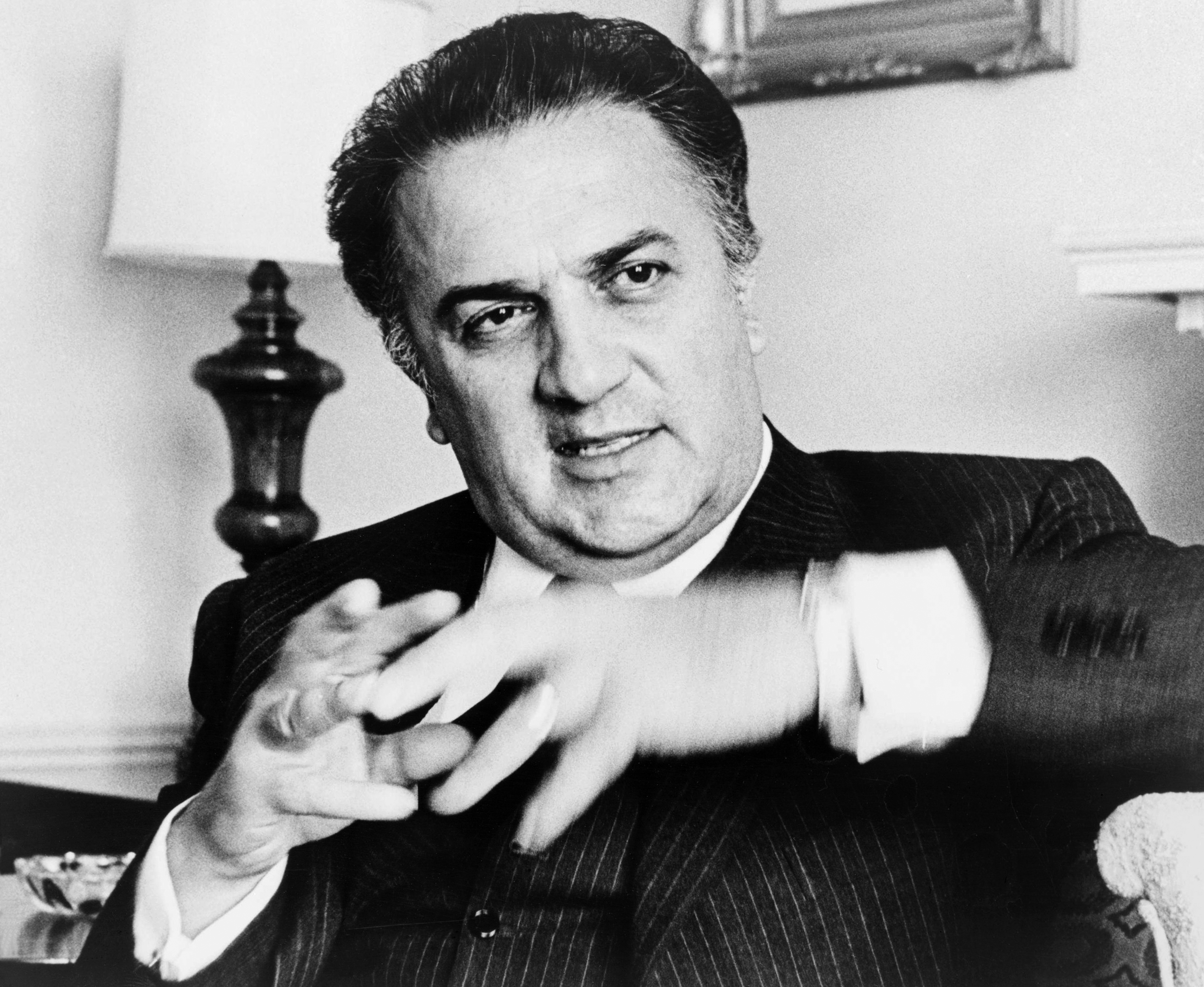
Federico Fellini

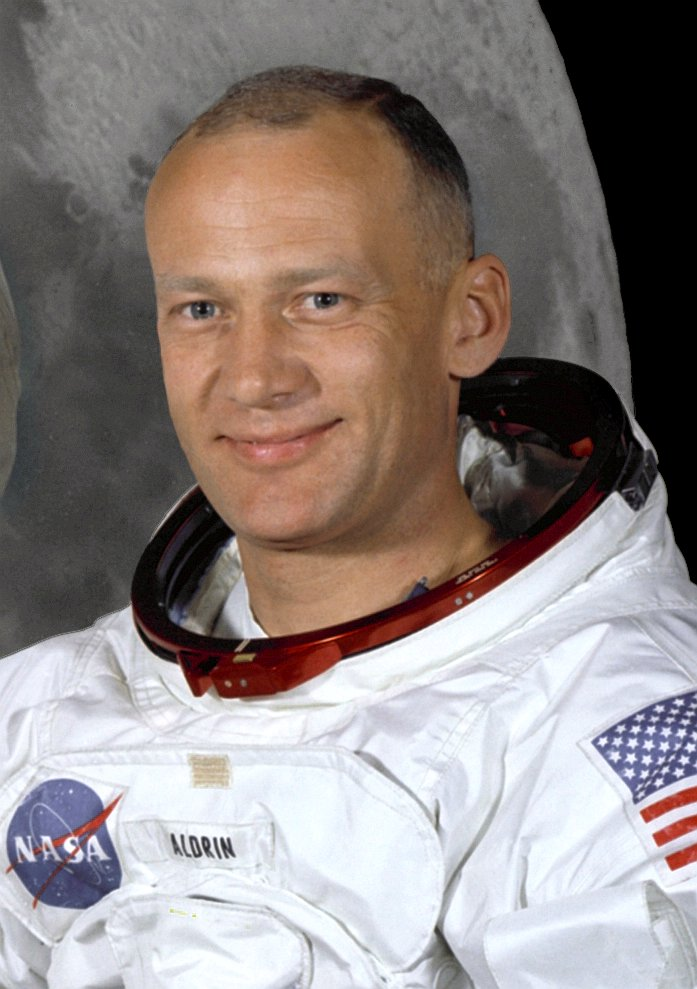
Buzz Aldrin

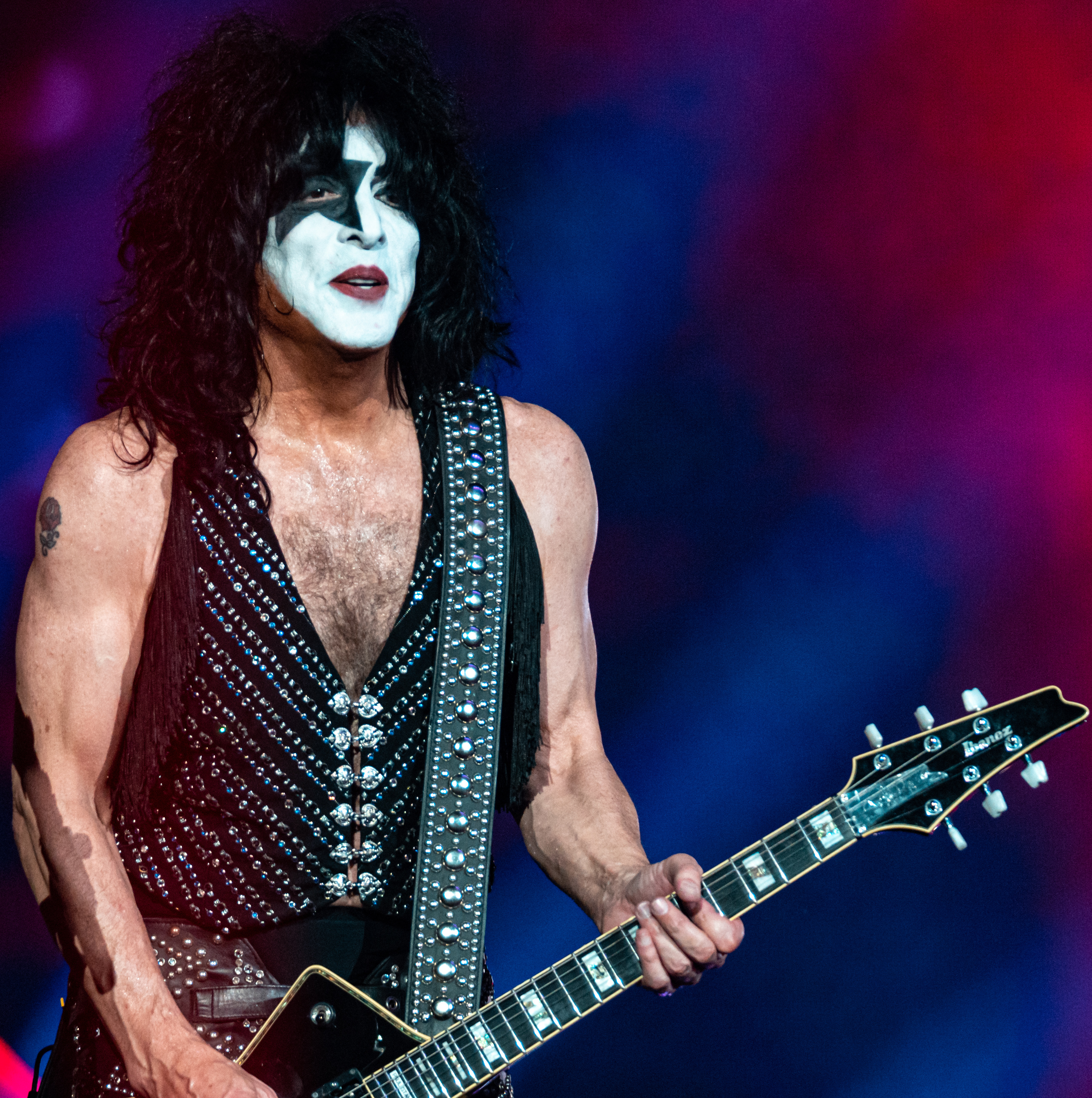
Paul Stanley

### Anteriores ao século XIX
- 0225 — Gordiano III, imperador romano (m. 244).
- 1259 — Avelina de Forz, condessa de Aumale (m. 1274).
- 1292 — Isabel da Boêmia (m. 1330).
- 1436 — Ashikaga Yoshimasa, xogum japonês (m. 1490).
- 1488
  - João Jorge de Monferrato, nobre italiano (m. 1533).
  - Sebastian Münster, estudioso, cartógrafo e cosmógrafo alemão (m. 1552).
- 1499 — Sebastian Franck, humanista alemão (m. 1543).
- 1502 — Sebastião de Aparício, fazendeiro e missionário hispano-mexicano (m. 1600).
- 1526 — Rafael Bombelli, matemático italiano (m. 1572).
- 1554 — Sebastião I de Portugal (m. 1578).
- 1569 — Heribert Rosweyde, hagiógrafo jesuíta neerlandês (m. 1629).
- 1573 — Simon Marius, astrônomo e acadêmico alemão (m. 1625).
- 1716
  - Carlos III de Espanha (m. 1788).
  - Jean-Jacques Barthélemy, arqueólogo, numismata e escritor francês (m. 1795).
- 1734 — Charles Alexandre de Calonne, político e economista francês (m. 1801).
- 1741 — Carl von Linné, botânico e escritor sueco (m. 1783).
- 1751 — Fernando, Duque de Parma (m. 1802).
- 1756 — José Miguel Domínguez, político e advogado mexicano (m. 1830).
- 1763 — George Hilaro Barlow, governador-geral da Índia britânica (m. 1846).
- 1775 — André-Marie Ampère, físico e matemático francês (m. 1836).
- 1783 — Friedrich Dotzauer, violoncelista e compositor alemão (m. 1860).

### Século XIX
- 1801 — Hippolyte Bayard, fotógrafo francês (m. 1887).
- 1804 — Eugène Sue, escritor e político francês (m. 1857).
- 1820 — Alexandre-Emile Béguyer de Chancourtois, geólogo francês (m. 1886).
- 1823 — Imre Madách, dramaturgo húngaro (m. 1864).
- 1834 — George D. Robinson, advogado e político estadunidense (m. 1896).
- 1838 — Julius von Wiesner, botânico alemão (m. 1916).
- 1846 — António Sebastião Valente, clérigo português (m. 1908).
- 1855 — Ernest Chausson, compositor francês (m. 1899).
- 1860 — Antônio Parreiras, pintor, desenhista e ilustrador brasileiro (m. 1937).
- 1865
  - Yvette Guilbert, cantora e atriz francesa (m. 1944).
  - Josef Fischer, ciclista alemão (m. 1953).
- 1866 — Euclides da Cunha, escritor brasileiro (m. 1909).
- 1868 — Wilhelm Schafer, escritor alemão (m. 1951).
- 1873 — Johannes Vilhelm Jensen, escritor, poeta e dramaturgo dinamarquês (m. 1950).
- 1874 — Steve Bloomer, futebolista e treinador de futebol britânico (m. 1938).
- 1876 — Josef Hofmann, pianista e compositor polaco-estadunidense (m. 1957).
- 1880
  - Walter W. Bacon, contador e político estadunidense (m. 1962).
  - Oscar Alfredo Cox, dirigente esportivo brasileiro (m. 1931).
- 1882
  - Johnny Torrio, chefe da máfia ítalo-estadunidense (m. 1957).
  - Sebastião Leme da Silveira Cintra, religioso brasileiro (m. 1942).
- 1889 — Leadbelly, músico e compositor estadunidense (m. 1949).
- 1894 — Walter Piston, compositor, teórico e acadêmico estadunidense (m. 1976).
- 1895
  - Gábor Szegő, matemático e acadêmico húngaro (m. 1985).
  - Wilhelm Crisolli, militar alemão (m. 1944).
- 1896 — George Burns, ator, comediante e produtor estadunidense (m. 1996).
- 1900 — Colin Clive, ator britânico (m. 1937).

### Século XX

#### 1901–1950
- 1901
  - Louis Boyer, astrônomo francês (m. 1999).
  - Juan García Oliver, líder anarquista espanhol (m. 1980).
- 1902 — Leon Ames, ator estadunidense (m. 1993).
- 1906 — Aristóteles Onassis, magnata da construção naval grego (m. 1975).
- 1907 — Paula Wessely, atriz e produtora austríaca (m. 2000).
- 1909 — Carlos Delgado Chalbaud, militar, político e engenheiro venezuelano (m. 1950).
- 1910 — Joy Adamson, pintora e conservacionista austro-queniana (m. 1980).
- 1913 — Odd Frantzen, futebolista norueguês (m. 1977).
- 1915 — C. Walter Ceram, escritor e jornalista alemão (m. 1972).
- 1918 — Juan García Esquivel, pianista e compositor mexicano (m. 2002).
- 1920
  - Federico Fellini, diretor de cinema e roteirista italiano (m. 1993).
  - DeForest Kelley, ator estadunidense (m. 1999).
- 1921 — Telmo Zarra, futebolista espanhol (m. 2006).
- 1922
  - Ray Anthony, trompetista, compositor e ator estadunidense.
  - Don Mankiewicz, escritor e roteirista estadunidense (m. 2015).
  - Klaas Carel Faber, militar e criminoso de guerra neerlandês (m. 2012).
- 1923 — Slim Whitman, cantor, compositor e músico estadunidense (m. 2013).
- 1924 — Yvonne Loriod, pianista e compositora francesa (m. 2010).
- 1925
  - Ernesto Cardenal, sacerdote, poeta e político nicaraguense (m. 2020).
  - Eugen Gomringer, escritor e crítico literário boliviano.
- 1926
  - Patricia Neal, atriz estadunidense (m. 2010).
  - Qurratulain Hyder, jornalista e acadêmica indiano-paquistanesa (m. 2007).
- 1928 — Antonio de Almeida, maestro e musicólogo francês (m. 1997).
- 1929 — Jean-Jacques Perrey, músico e produtor musical francês (m. 2016).
- 1930 — Buzz Aldrin, coronel, aviador e astronauta estadunidense.
- 1931 — David Morris Lee, físico e acadêmico estadunidense.
- 1934
  - Tom Baker, ator britânico.
  - Giorgio Bassi, ex-automobilista italiano.
- 1936 — Frances Shand Kydd, nobre britânica (m. 2004).
- 1937 — Bailey Howell, ex-jogador de basquete estadunidense.
- 1938 — Derek Dougan, futebolista e jornalista britânico (m. 2007).
- 1939 — Chandra Wickramasinghe, matemático, astrônomo e biólogo anglo-cingalês.
- 1940 — Carol Heiss, ex-patinadora artística e atriz estadunidense.
- 1943 — Armando Guebuza, político moçambicano.
- 1944
  - José Luis Garci, diretor e produtor espanhol.
  - Margaret Avery, atriz e cantora estadunidense.
- 1945
  - Momčilo Krajišnik, político bósnio (m. 2020).
  - Eric Stewart, cantor, compositor, músico e produtor musical britânico.
- 1946
  - David Lynch, diretor, produtor e cineasta estadunidense (m. 2025).
  - Pierre A. Riffard, filósofo francês.
- 1947 — Cyrille Guimard, ex-ciclista e comentarista esportivo francês.
- 1948
  - Natan Sharansky, físico e político ucraniano-israelense.
  - Nancy Kress, escritora norte-americana.
- 1949
  - Göran Persson, advogado e político sueco.
  - Gracinha Leporace, cantora brasileira.
  - Ivan Stoyanov, futebolista búlgaro (m. 2017).
- 1950 — Mahamane Ousmane, político nigerino.

#### 1951–2000
- 1952
  - Paul Stanley, cantor, compositor, guitarrista e produtor musical estadunidense.
  - Rubén Corbo, ex-futebolista uruguaio.
- 1953 — Jeffrey Epstein, financista e criminoso estadunidense (m. 2019).
- 1955 — Wyatt Knight, ator estadunidense (m. 2011).
- 1956
  - Rodolfo Rodríguez, ex-futebolista uruguaio.
  - Bill Maher, comediante, comentarista político, crítico de mídia, apresentador de televisão e produtor estadunidense.
  - John Naber, ex-nadador estadunidense.
  - Franz Tost, dirigente automobilístico austríaco.
- 1957 — Di Paullo, cantor brasileiro.
- 1958
  - Lorenzo Lamas, ator, diretor e produtor estadunidense.
  - Norovyn Altankhuyag, político mongol.
  - Luis Fernando Tena, ex-futebolista e treinador de futebol mexicano.
- 1959
  - R. A. Salvatore, escritor estadunidense.
  - Ivo Cassol, político brasileiro.
  - Yury Kashirin, ex-ciclista russo.
- 1960
  - Will Wright, designer de jogos estadunidense.
  - Edmar, futebolista brasileiro.
  - Ricardo Drubscky, treinador de futebol brasileiro.
  - Darío Rojas, futebolista boliviano.
- 1961
  - Jorge Kajuru, jornalista, apresentador de televisão e político brasileiro.
  - Patricio Yáñez, ex-futebolista chileno,
- 1963
  - James Denton, ator americano.
  - Mark Ryden, pintor e ilustrador americano.
- 1964
  - Ozzie Guillén, ex-jogador e treinador de beisebol venezuelano-estadunidense.
  - Ron Harper, ex-jogador e treinador de basquete estadunidense.
  - Kazushige Nojima, roteirista e compositor japonês.
  - Fareed Zakaria, jornalista e escritor indo-estadunidense.
  - Massimo Agostini, ex-futebolista e treinador de futebol italiano.
  - Márcia Cabrita, atriz e humorista brasileira (m. 2017).
- 1965
  - Colin Calderwood, ex-futebolista e treinador de futebol britânico.
  - Sofia, Condessa de Wessex.
  - John Michael Montgomery, cantor, compositor e guitarrista estadunidense.
  - Greg K., baixista estadunidense.
- 1966 — Rainn Wilson, ator e comediante estadunidense.
- 1967
  - Kellyanne Conway, estrategista e analista política estadunidense.
  - Gian, cantor brasileiro.
- 1968
  - Mukhammedkalyi Abylgaziev, político quirguiz.
  - Marie Fabien Raharilamboniaina, bispo malgaxe.
- 1969
  - Nicky Wire, cantor, compositor e baixista britânico.
  - Wágner, ex-futebolista brasileiro.
- 1970
  - Skeet Ulrich, ator americano.
  - Andrucha Waddington, diretor, produtor de cinema e roteirista brasileiro.
- 1971
  - Gary Barlow, cantor, compositor, pianista e produtor britânico.
  - Kike, ex-futebolista espanhol.
  - Derrick Green, cantor e guitarrista estadunidense.
  - Questlove, baterista, DJ e produtor musical estadunidense.
  - Fábio Villa Verde, ator brasileiro.
- 1972 — Nikki Haley, contadora e política estadunidense.
- 1973
  - Benjamin Biolay, cantor e compositor francês.
  - Luciano Camargo, cantor brasileiro.
  - Ruslan Honcharov, ex-patinador artístico ucraniano.
  - Matilde da Bélgica.
  - Juan Jayo, ex-futebolista peruano.
- 1974
  - Hans Erik Ødegaard, ex-futebolista e treinador de futebol norueguês.
  - Komlan Assignon, ex-futebolista togolês.
  - Florian Maurice, ex-futebolista francês.
  - Thomas Beatie, autor, ativista e orador público norte-americano.
  - Tengku Muhammad Faiz Petra, príncipe malaio.
- 1975
  - Norberto Fontana, automobilista argentino.
  - Zac Goldsmith, jornalista e político britânico.
  - Artagão Junior, político brasileiro.
- 1976 — Lilian Jégou, ex-ciclista francês.
- 1977
  - DJ Mehdi, produtor musical e DJ francês (m. 2011).
  - Sid Wilson, DJ estadunidense.
  - Fabián Coelho, ex-futebolista uruguaio.
- 1978
  - Salvatore Aronica, ex-futebolista e treinador de futebol italiano.
  - Omar Sy, ator e comediante francês.
- 1979
  - Rob Bourdon, músico norte-americano.
  - Will Young, cantor, compositor e ator britânico.
- 1980
  - Karl Anderson, lutador estadunidense.
  - Philippe Cousteau Jr., oceanógrafo e jornalista franco-estadunidense.
  - Matthew Tuck, cantor, compositor e guitarrista britânico.
- 1981
  - Freddy Guzmán, ex-jogador de beisebol dominicano.
  - Owen Hargreaves, ex-futebolista anglo-canadense.
  - Jason Richardson, ex-jogador de basquete estadunidense.
  - Daniel Cudmore, ator canadense.
  - Jürgen Colin, ex-futebolista neerlandês.
  - Crystal Lowe, atriz canadense.
- 1982
  - Serghei Covalciuc, ex-futebolista moldávio.
  - Pierre Webó, ex-futebolista camaronês.
- 1983
  - Mari Yaguchi, cantora e atriz japonesa.
  - Catarina Leite, enxadrista portuguesa.
  - Marco Murriero, ex-futebolista italiano.
- 1984
  - Malek Jaziri, ex-tenista tunisiano.
  - Papa Waigo N'Diaye, ex-futebolista senegalês.
  - Karim Haggui, ex-futebolista tunisiano.
  - René Mandri, ex-ciclista estoniano.
- 1985
  - Marina Inoue, atriz e cantora japonesa.
  - Olivia Hallinan, atriz britânica.
  - Omar El Geziry, pentatleta egípcio.
  - Ana Terra, escritora e ilustradora brasileira.
- 1986
  - Kevin Parker, cantor australiano.
  - Anthony Moura-Komenan, futebolista marfinense.
- 1987
  - Marco Simoncelli, motociclista italiano (m. 2011).
  - Evan Peters, ator estadunidense.
  - Robert Farah, tenista colombiano.
  - Roza Sarkisian, diretora de teatro ucraniana.
- 1988
  - Elderson Echiéjilé, ex-futebolista nigeriano.
  - Jeffrén Suárez, ex-futebolista venezuelano-espanhol.
  - Felipe Menezes, futebolista brasileiro.
- 1989
  - Nick Foles, jogador de futebol americano estadunidense.
  - Nadia Di Cello, atriz argentina.
  - Ananias, futebolista brasileiro (m. 2016).
  - Gonzalo Escobar, tenista equatoriano.
  - Sole Jaimes, futebolista argentina.
- 1990
  - Samantha Potter, modelo estadunidense.
  - Adama Sawadogo, futebolista burquinês.
- 1991
  - Ciara Hanna, atriz e modelo estadunidense.
  - Tom Cairney, futebolista britânico.
  - Polona Hercog, tenista eslovena.
  - Jolyon Palmer, ex-automobilista britânico.
  - Isabella Dionísio, atriz brasileira.
  - Jumpol Adulkittiporn, ator, modelo e apresentador tailandês.
- 1992 — Johnny Massaro, ator brasileiro.
- 1993
  - Lorenzo Crisetig, futebolista italiano.
  - Felipe Aguilar, futebolista colombiano.
- 1994 — Lucas Piazón, futebolista brasileiro.
- 1995
  - Joey Badass, rapper e ator estadunidense.
  - Calum Chambers, futebolista britânico.
  - Piet Allegaert, ciclista belga.
  - Sergi Samper, futebolista espanhol.
  - José Giménez, futebolista uruguaio.
  - Clément Russo, ciclista francês.
- 1996
  - Jovana Preković, carateca sérvia.
  - Ese Brume, atleta nigeriana.
- 1997
  - Veronica Jones-Perry, voleibolista norte-americana.
  - Rayane Soares da Silva, atleta paralímpica brasileira.
- 1998
  - Frances Tiafoe, tenista estadunidense.
  - Attila Szalai, futebolista húngaro.
- 1999
  - Shannon Tavarez, atriz estadunidense (m. 2010).
  - Zé Vaqueiro, cantor brasileiro.
- 2000
  - Selemon Barega, fundista etíope.
  - Vitor Gabriel, futebolista brasileiro.
  - Tyler Herro, jogador de basquete estadunidense.
  - Cristian Cásseres Jr., futebolista venezuelano.

### Século XXI
- 2001
  - Nobru, influenciador digital, youtuber e streamer brasileiro.
  - Brooks Curry, nadador norte-americano.
- 2002
  - Arnaud Kalimuendo, futebolista francês.
  - Luan Patrick, futebolista brasileiro.
- 2003 — Jack Doohan, automobilista australiano.
- 2008 — Laís Villela, atriz brasileira.

## Mortes

### Anteriores aoséculo XIX
- 330 a.C. — Ariobarzanes, sátrapa e comandante militar persa (n. 368 a.C.).
- 0250 — Papa Fabiano (n. 200).
- 0842 — Teófilo, imperador bizantino (n. 813).
- 0882 — Luís III da Germânia, rei da Saxônia, Baviera e Lotaríngia (n. 835).
- 1095 — Vulstano, bispo de Worcester (n. 1008).
- 1156 — Henrique de Upsália, bispo da Finlândia (n. 1100).
- 1191
  - Frederico VI da Suábia (n. 1167).
  - Teobaldo V de Blois (n. 1130).
- 1273 — Maomé I de Granada (n. 1194).
- 1479 — João II, rei de Aragão e Navarra (n. 1398).
- 1569 — Myles Coverdale, bispo de Exeter (n. 1488).
- 1606 — Sibila Isabel de Württemberg, duquesa da Saxônia (n. 1584).
- 1612 — Rodolfo II do Sacro Império Romano-Germânico (n. 1552).
- 1664 — Isaac Ambrose, teólogo inglês (n. 1604).
- 1666 — Ana da Áustria, Rainha da França (n. 1601).
- 1709 — François d'Aix de La Chaise, padre francês (n. 1624).
- 1720 — Giovanni Maria Lancisi, médico e cientista italiano (n. 1654).
- 1753 — Ana Maria de Liechtenstein, princesa de Liechtenstein (n. 1699).
- 1779 — David Garrick, ator, produtor, dramaturgo e empresário britânico (n. 1717).

### Século XIX
- 1819 — Carlos IV de Espanha (n. 1748).
- 1837 — John Soane, arquiteto britânico (n. 1753).
- 1848 — Cristiano VIII da Dinamarca (n. 1786).
- 1850 — Adam Gottlob Oehlenschläger, poeta e dramaturgo dinamarquês (n. 1779).
- 1865 — Frances Vane, Marquesa de Londonderry (n. 1800).
- 1873 — Basílio Antônio Maria Moreau, padre francês (n. 1799).
- 1875 — Jean-François Millet, pintor e educador francês (n. 1814).
- 1891 — Kalākaua, rei do Havaí (n. 1836).
- 1900 — John Ruskin, pintor e crítico britânico (n. 1819).

### Século XX
- 1901 — Zénobe Gramme, engenheiro belga (n. 1826).
- 1907 — Agnes Mary Clerke, astrônoma e escritora irlandesa (n. 1842).
- 1913 — José Guadalupe Posada, gravador e ilustrador mexicano (n. 1852).
- 1921 — Mary Watson Whitney, astrônoma e acadêmica americana (n. 1847).
- 1936 — Jorge V do Reino Unido (n. 1865).
- 1944 — James McKeen Cattell, psicólogo e acadêmico americano (n. 1860).
- 1955 — Robert P. T. Coffin, escritor e poeta americano (n. 1892).
- 1962 — Robinson Jeffers, poeta e filósofo americano (n. 1887).
- 1963 — Mestre Vitalino, artesão ceramista brasileiro (n. 1909).
- 1964 — Aníbal Machado, escritor e crítico brasileiro (n. 1894).
- 1965 — Alan Freed, apresentador de rádio norte-americano (n. 1922).
- 1971 — Broncho Billy Anderson, ator, diretor, produtor e roteirista americano (n. 1880).
- 1973 — Amílcar Cabral, engenheiro e político guinéu-cabo-verdiano (n. 1924).
- 1977 — Dimítrios Kiusópoulos, jurista e político grego (n. 1892).
- 1983 — Garrincha, futebolista brasileiro (n. 1933).
- 1984 — Johnny Weissmuller, ator e nadador estadunidense (n. 1904).
- 1988 — Bacha Khan, ativista e político paquistanês (n. 1890).
- 1990
  - Barbara Stanwyck, atriz americana (n. 1907).
  - Sebastião Mota de Melo, religioso brasileiro (n. 1920).
- 1993 — Audrey Hepburn, atriz e ativista humanitária britânica (n. 1929).
- 1994 — Matt Busby, futebolista e treinador de futebol britânico (n. 1909).
- 1996 — Gerry Mulligan, saxofonista e compositor norte-americano (n. 1927).
- 2000 — Lupimanso, pintor português (n. 1921).

### Século XXI
- 2001 — Nico Assumpção, contrabaixista brasileiro (n. 1954).
- 2003
  - Al Hirschfeld, pintor e ilustrador americano (n. 1903).
  - Nedra Volz, atriz americana (n. 1908).
- 2004
  - Adão Dãxalebaradã, cantor, compositor e ator brasileiro (n. 1955).
  - Alan Brown, automobilista britânico (n. 1919).
- 2005
  - Jan Nowak-Jeziorański, jornalista e político polonês (n. 1913).
  - Miriam Rothschild, zoóloga, entomologista e escritora britânica (n. 1908).
- 2006 — Dave Lepard, guitarrista, cantor e compositor sueco (n. 1980).
- 2008 — Fernando Cabral, político português (n. 1928).
- 2009
  - Stéphanos II Ghattas, patriarca ortodoxo egípcio (n. 1920).
  - Dante Lavelli, jogador de futebol americano estadunidense (n. 1923).
- 2012
  - Etta James, cantora e compositora norte-americana (n. 1938).
  - John Levy, baixista e empresário americano (n. 1912).
- 2014
  - Márcio Vip Antonucci, cantor, músico e produtor musical brasileiro (n. 1945).
  - Claudio Abbado, maestro italiano (n. 1933).
- 2015
  - Edgar Froese, tecladista e compositor russo-alemão (n. 1944).
  - Ricardo dos Santos, surfista brasileiro (n. 1990).
- 2016
  - Mykolas Burokevičius, carpinteiro e político lituano (n. 1927).
  - Nuno Teotónio Pereira, arquiteto português (n. 1922).
- 2017 — Carlos Alberto Silva, treinador brasileiro de futebol (n. 1939).
- 2018
  - Paul Bocuse, chef francês (n. 1926).
  - Naomi Parker, trabalhadora naval norte-americana (n. 1921).
- 2021
  - Geraldo Antônio Miotto, general brasileiro (n. 1955).
  - Mira Furlan, atriz e cantora croata (n. 1955).
- 2022
  - Elza Soares,  cantora e compositora brasileira (n. 1930).
  - Meat Loaf, cantor e ator americano (n. 1947).

## Feriados e eventos cíclicos

### Internacional
- Dia de Martin Luther King Jr — feriado nos Estados Unidos comemorado pela primeira vez em 1986.
- Início do mandato presidencial nos Estados Unidos, instituído durante o mandato de Harry Truman.

### Brasil
- Dia do Farmacêutico
- Dia Nacional da Parteira Tradicional - Lei nº 13.100, de 27 de janeiro de 2015
- Dia do Fusca

#### Estadual
- Feriado do dia do católico no Acre.

#### Municipais
- Feriado de São Sebastião no Rio de Janeiro e em mais de 350 municípios brasileiros
- Aniversário do município de Coronel Fabriciano, MG
- Aniversário do município de Santa Cruz do Rio Pardo, SP
- Aniversário do município de Piraju, SP

### Cabo Verde
- Dia dos Heróis Nacionais na Guiné-Bissau e Cabo Verde.

### Portugal
- São Sebastião - Feriado Municipal em Santa Maria da Feira.
- Feira de São Sebastião, Município de Castro Verde.

### Cristianismo
- Abádio
- Basílio Antônio Maria Moreau
- Cyprian Michael Iwene Tansi
- Eutímio, o Grande
- Nossa Senhora do Milagre
- Papa Fabiano
- Sebastião de Narbona

## Outros calendários
- No calendário romano era o 13.º dia (XIII) antes das calendas de fevereiro.
- No calendário litúrgico tem a letra dominical F para o dia da semana.
- No calendário gregoriano a epacta do dia é xi.